# Mortes em janeiro de 2023
Mortes em 2023: ← Janeiro – Fevereiro – Março – Abril – Maio – Junho – Julho – Agosto – Setembro – Outubro – Novembro – Dezembro →
Esta é uma relação de pessoas notáveis que morreram durante o mês de janeiro de 2023, listando nome, nacionalidade, ocupação e ano de nascimento.

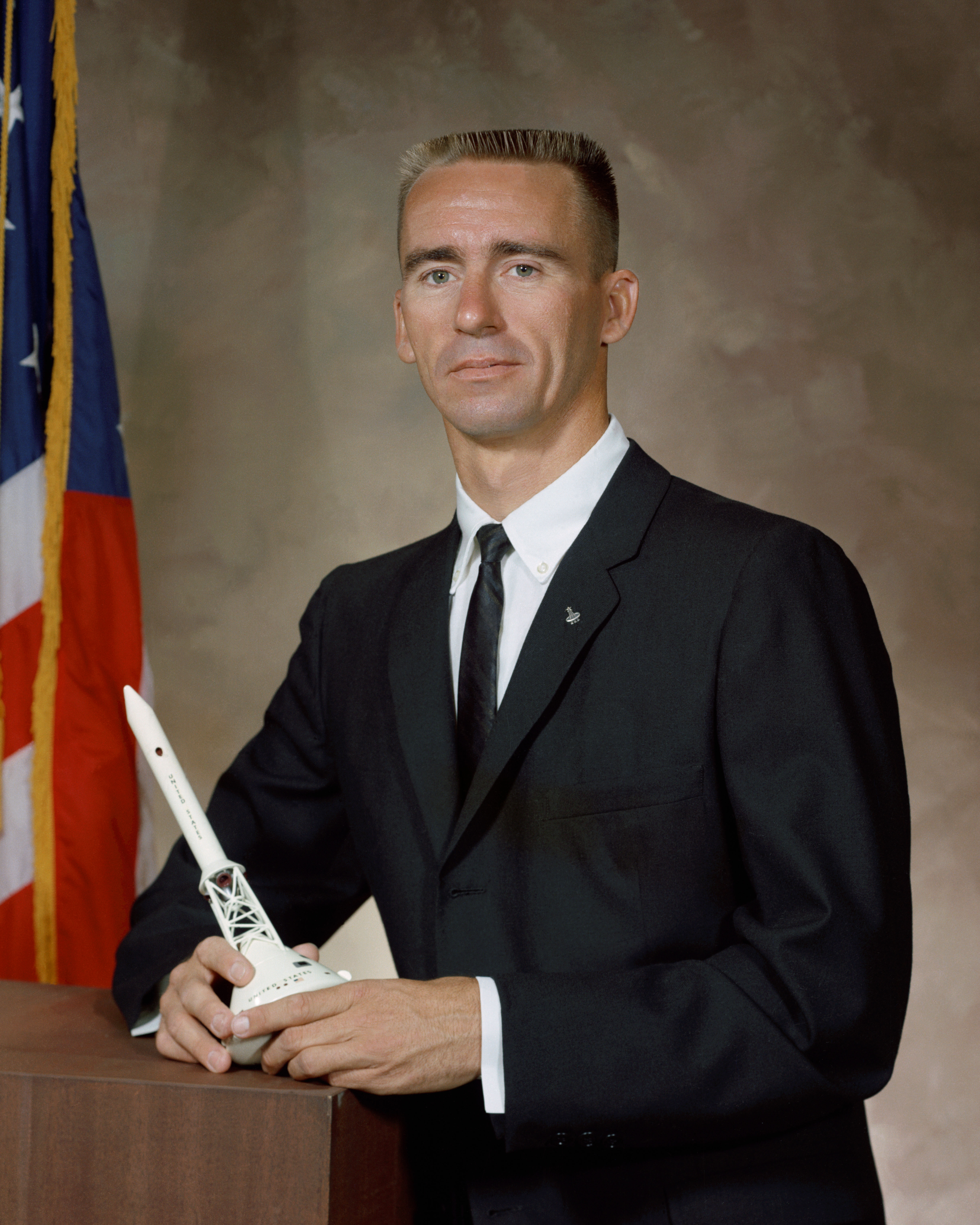
Walter Cunningham, astronauta norte-americano.

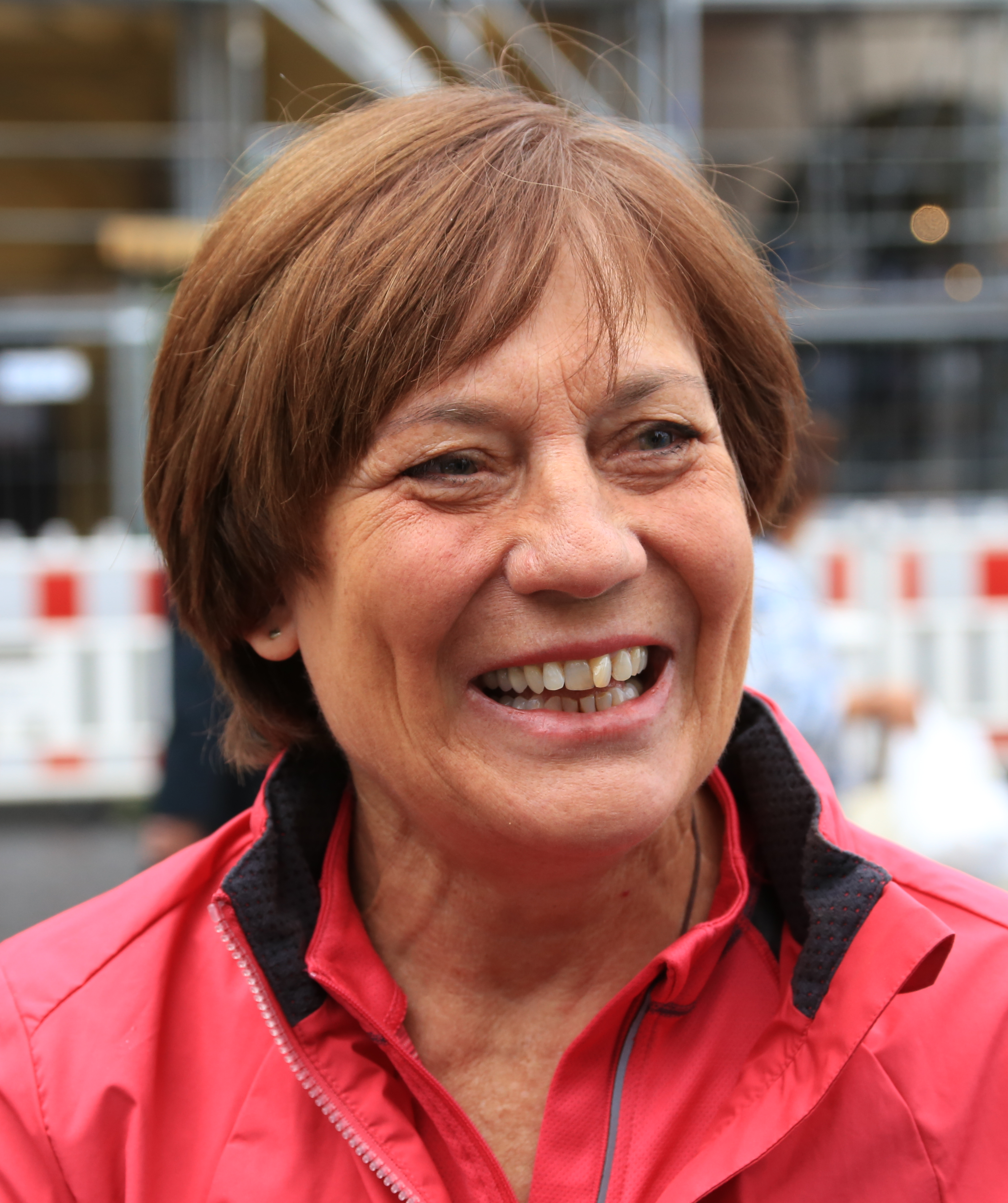
Rosi Mittermaier, esquiadora alemã.

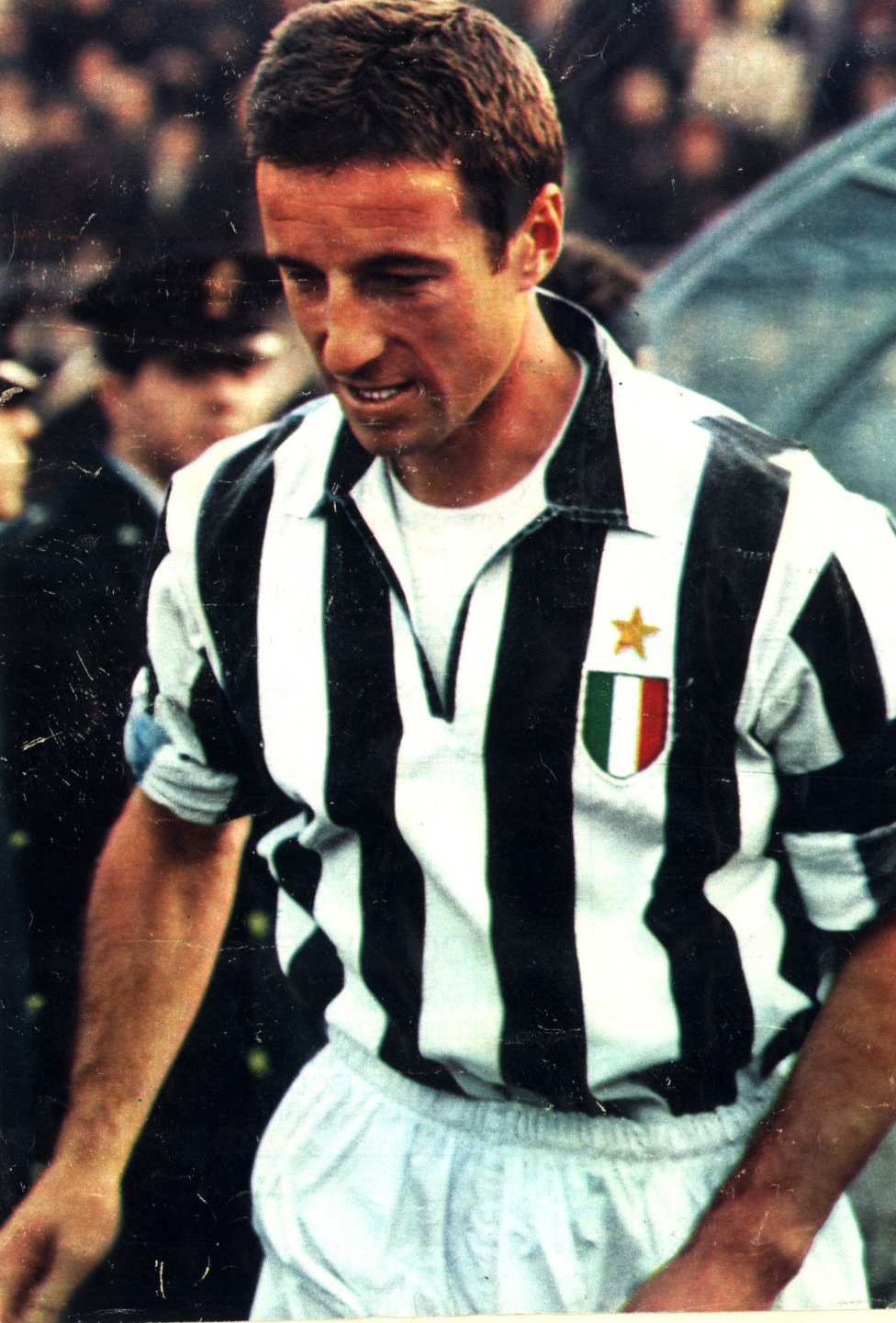
Ernesto Castano, futebolista italiano.

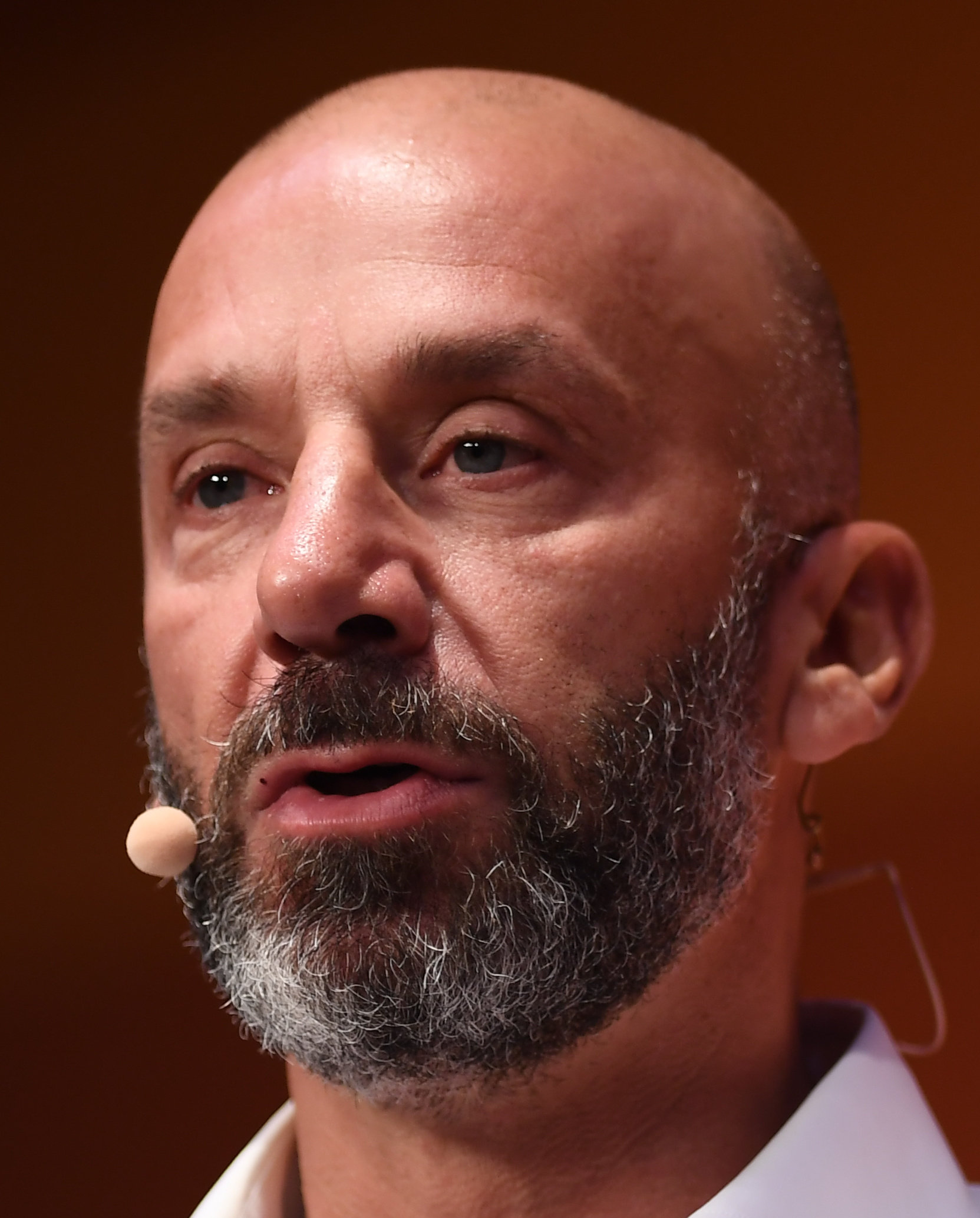
Gianluca Vialli, futebolista italiano.

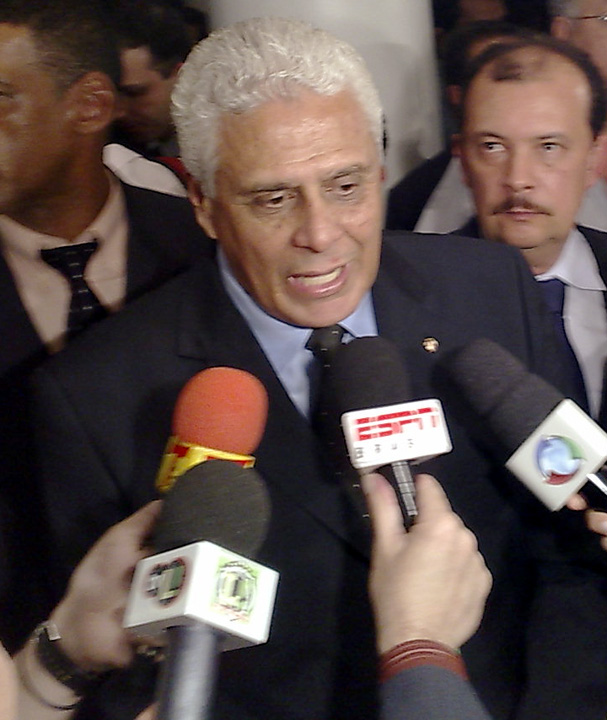
Roberto Dinamite, futebolista e político brasileiro.

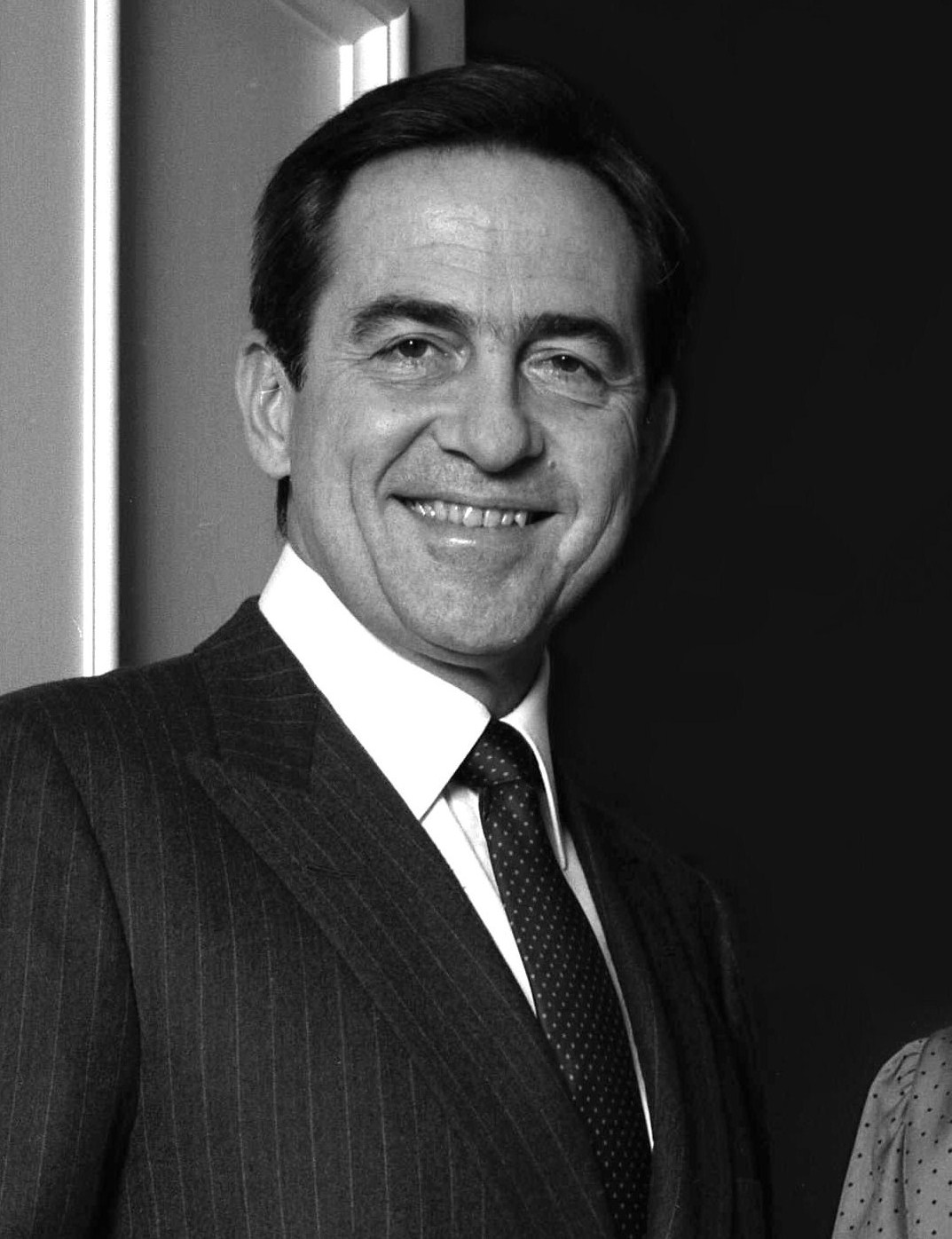
Constantino II, ex-rei da Grécia.

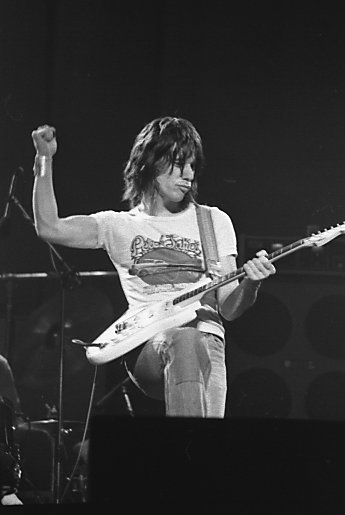
Jeff Beck, guitarrista britânico.

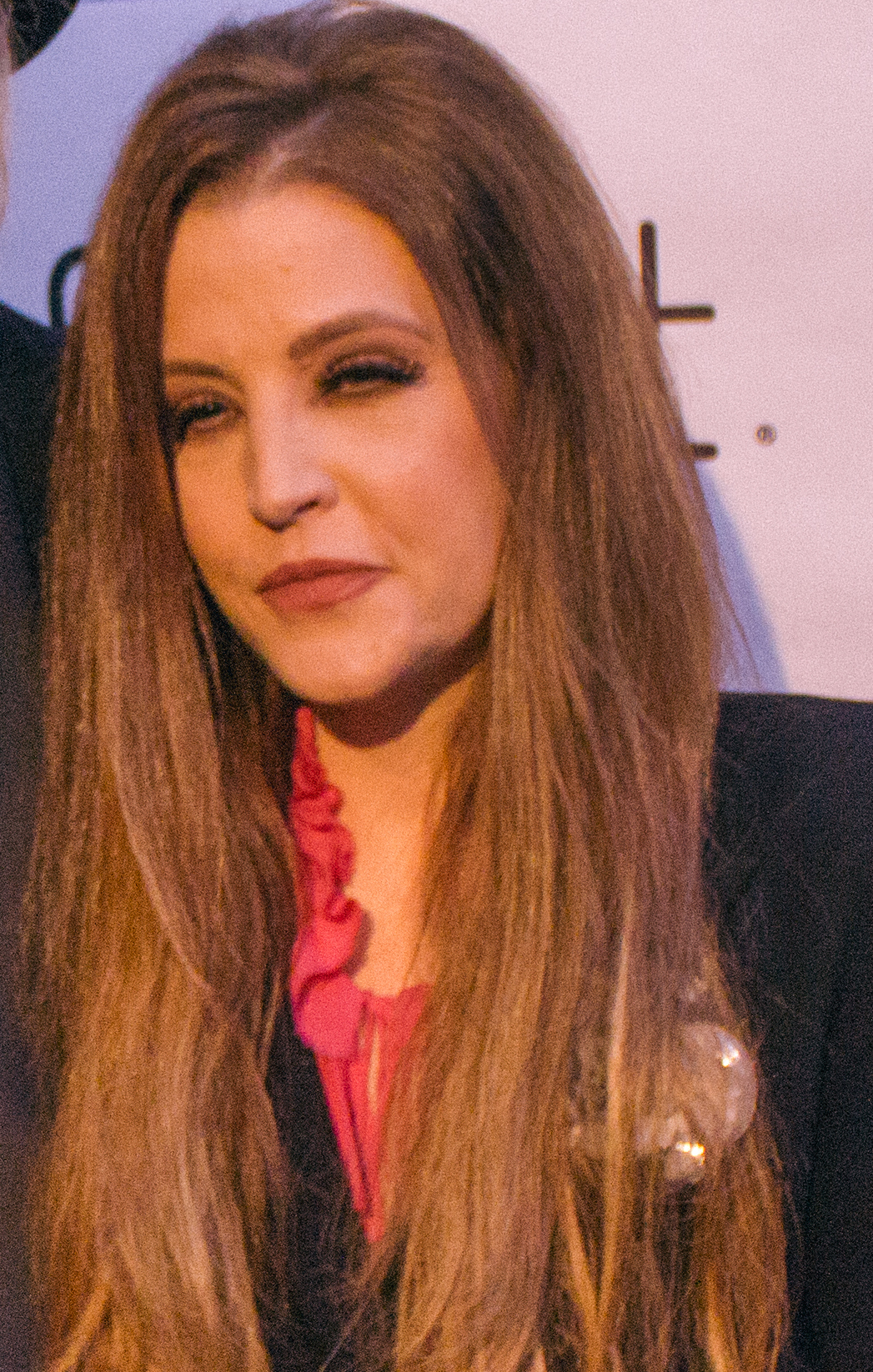
Lisa Marie Presley, cantora e compositora norte-americana.

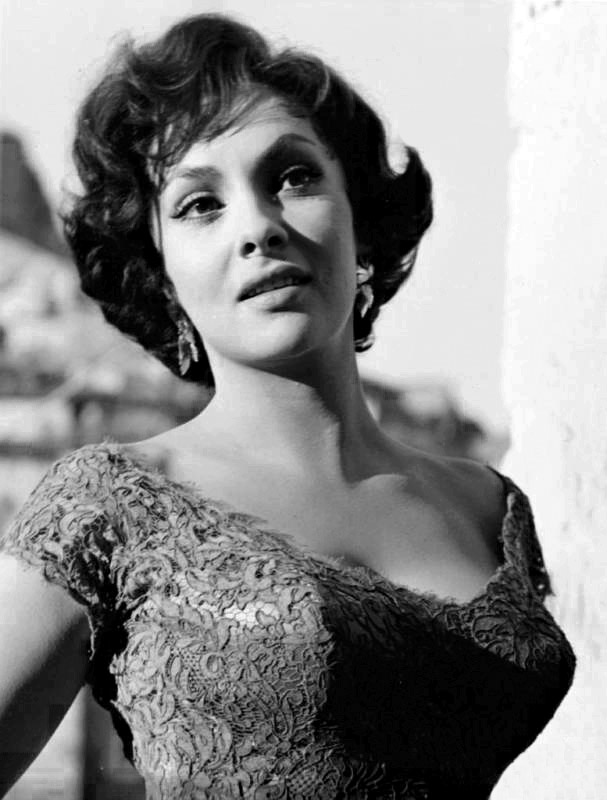
Gina Lollobrigida, atriz e fotógrafa italiana.

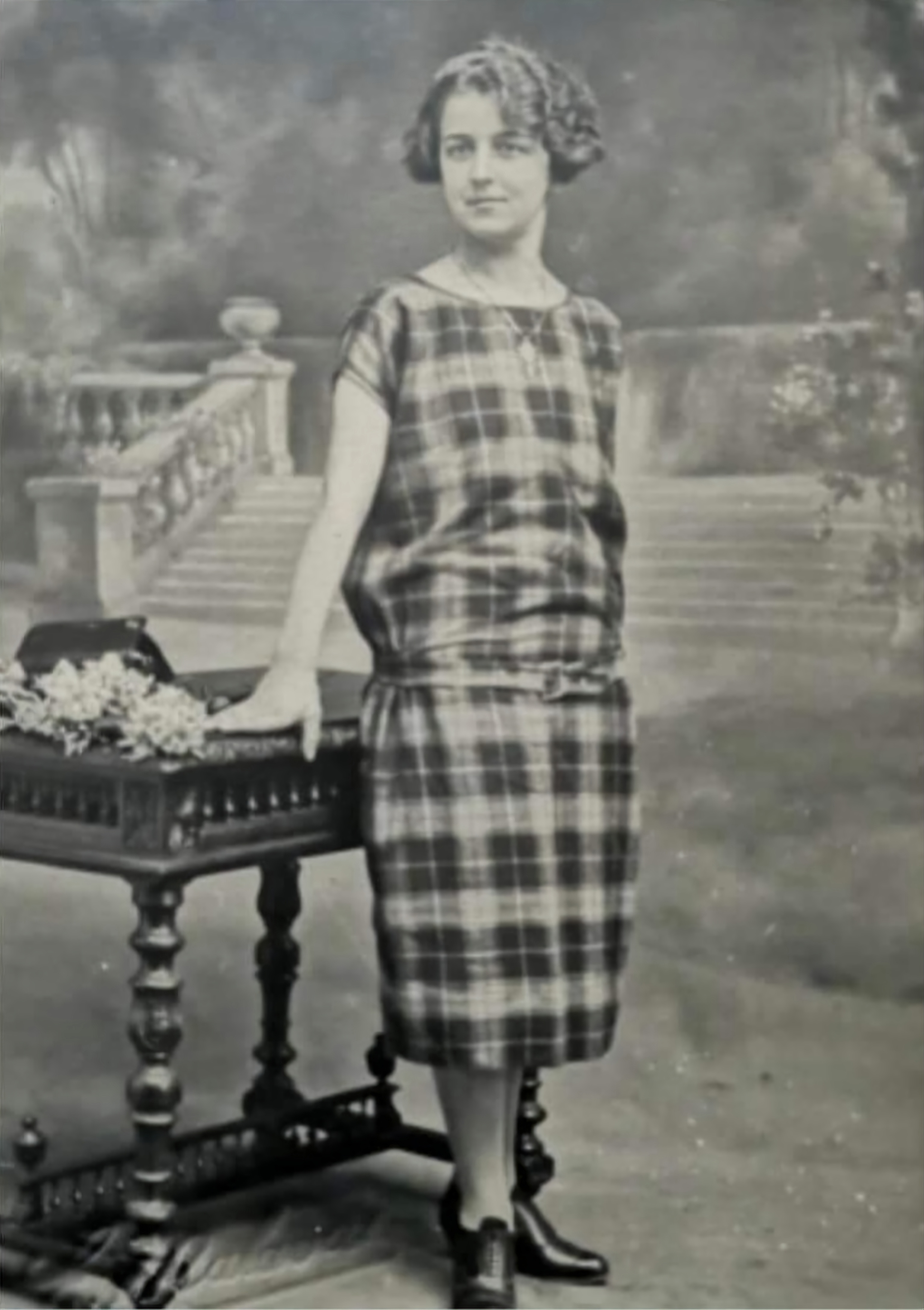
Lucile Randon, supercentenária francesa.

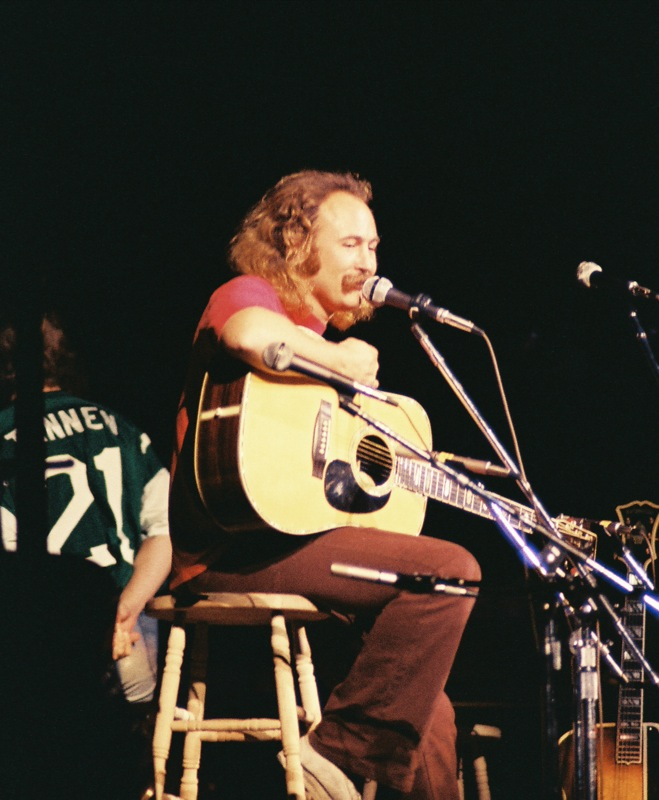
David Crosby, cantor, guitarrista e compositor norte-americano.

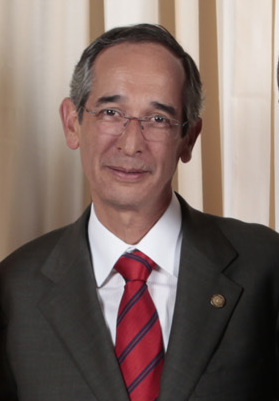
Álvaro Colom, ex-presidente da Guatemala.

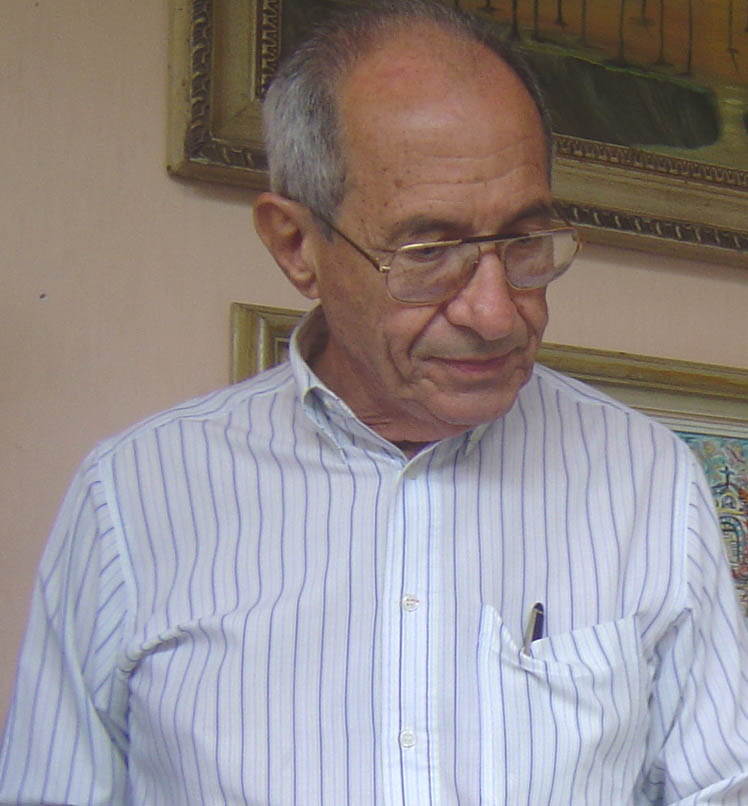
Olimpio Bonald Neto, professor, poeta e escritor brasileiro.

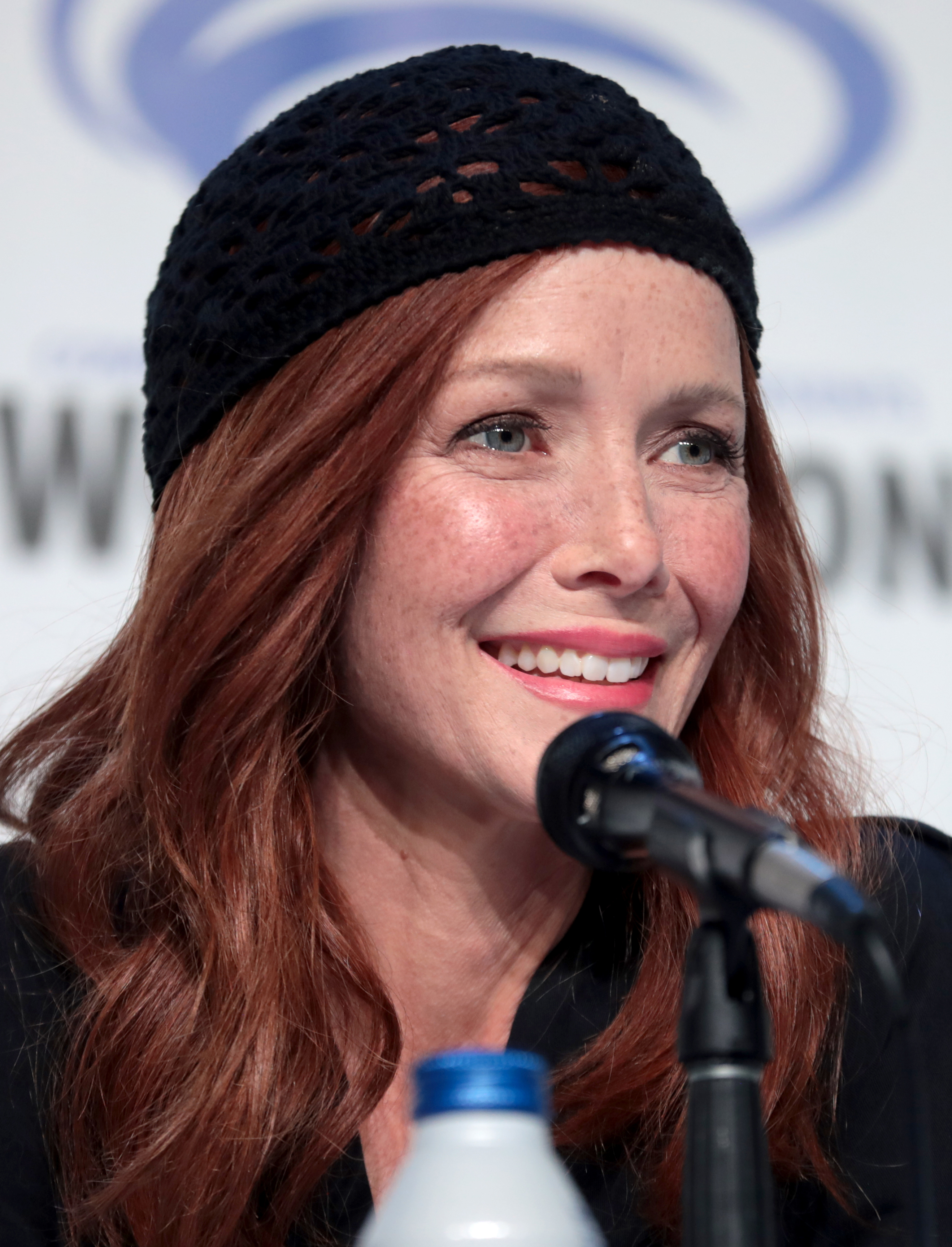
Annie Wersching, atriz norte-americana.

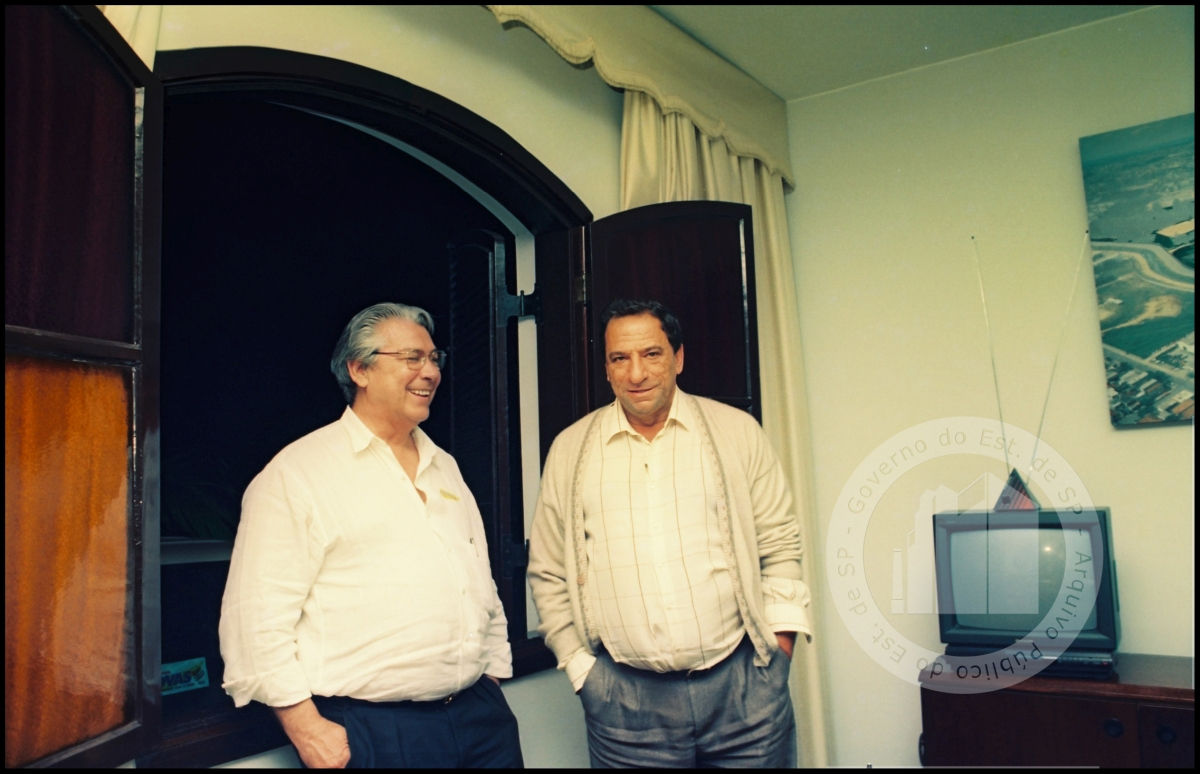
Fuad Gabriel Chucre (dir.), político brasileiro.

| Dia | Nome                          | Profissão ou motivo de reconhecimento | Nacionalidade                  | Nasc. | Ref     |
| --- | ----------------------------- | ------------------------------------- | ------------------------------ | ----- | ------- |
| 1   | Magda Soares                  | Professora e escritora                | Brasil                         | 1932  | [ 1 ]   |
| 1   | Gangsta Boo                   | Rapper                                | Estados Unidos                 | 1979  | [ 2 ]   |
| 1   | Kadri Mälk                    | Artista e designer de joias           | Estónia/ União Soviética       | 1958  | [ 3 ]   |
| 1   | Martin Davis                  | Matemático                            | Estados Unidos                 | 1928  | [ 4 ]   |
| 1   | Frank McGarvey                | Futebolista                           | Reino Unido                    | 1956  | [ 5 ]   |
| 1   | Alberto Mutcheca              | Músico                                | Moçambique                     | 1946  | [ 6 ]   |
| 2   | Lincoln Almond                | Político                              | Estados Unidos                 | 1936  | [ 7 ]   |
| 2   | Ken Block                     | Piloto de rali                        | Estados Unidos                 | 1967  | [ 8 ]   |
| 3   | Walter Cunningham             | Astronauta                            | Estados Unidos                 | 1932  | [ 9 ]   |
| 3   | Elena Huelva                  | Ativista                              | Espanha                        | 2002  | [ 10 ]  |
| 3   | Ib Christensen                | Político                              | Dinamarca                      | 1930  | [ 11 ]  |
| 4   | Nicolás Redondo               | Político                              | Espanha                        | 1927  | [ 12 ]  |
| 4   | Fay Weldon                    | Escritora                             | Reino Unido                    | 1931  | [ 13 ]  |
| 4   | Rosi Mittermaier              | Esquiadora                            | Alemanha                       | 1950  | [ 14 ]  |
| 4   | Sim Wong Hoo                  | Empresário                            | Singapura                      | 1955  | [ 15 ]  |
| 4   | Miiko Taka                    | Atriz                                 | Estados Unidos                 | 1925  | [ 16 ]  |
| 4   | Calvin Muhammad               | Jogador de futebol americano          | Estados Unidos                 | 1958  | [ 17 ]  |
| 5   | Alfredo Campos Matos          | Historiador de literatura             | Portugal                       | 1928  | [ 18 ]  |
| 5   | Ernesto Castano               | Futebolista                           | Itália                         | 1939  | [ 19 ]  |
| 5   | Chico Liberato                | Artista plástico e cineasta           | Brasil                         | 1936  | [ 20 ]  |
| 5   | António Cartaxo               | Locutor de rádio                      | Portugal                       | 1934  | [ 21 ]  |
| 5   | Mike Hill                     | Editor                                | Estados Unidos                 | 1949  | [ 22 ]  |
| 6   | Gianluca Vialli               | Futebolista                           | Itália                         | 1964  | [ 23 ]  |
| 6   | Sadiq al-Ahmar                | Político                              | Iêmen                          | 1956  | [ 24 ]  |
| 6   | Dick Savitt                   | Tenista                               | Estados Unidos                 | 1927  | [ 25 ]  |
| 6   | Walmor Barbosa Martins        | Político                              | Brasil                         | 1931  | [ 26 ]  |
| 6   | Owen Roizman                  | Diretor de fotografia                 | Estados Unidos                 | 1936  | [ 27 ]  |
| 7   | Modeste M'bami                | Futebolista                           | Camarões                       | 1982  | [ 28 ]  |
| 7   | Manhoso                       | Cantor e compositor                   | Brasil                         | 1935  | [ 29 ]  |
| 7   | Yuri Manin                    | Matemático                            | Rússia/ Alemanha               | 1937  | [ 30 ]  |
| 7   | Alcides Paio                  | Político                              | Brasil                         | 1935  | [ 31 ]  |
| 8   | Roberto Dinamite              | Futebolista e político                | Brasil                         | 1954  | [ 32 ]  |
| 8   | Flávio Carneiro Rodrigues     | Padre, escritor e professor           | Brasil                         | 1932  | [ 33 ]  |
| 8   | Jack W. Hayford               | Pastor, escritor e compositor         | Estados Unidos                 | 1934  | [ 34 ]  |
| 8   | Walter Tosta                  | Político                              | Brasil                         | 1956  | [ 35 ]  |
| 8   | Christiane Papon              | Política                              | Áustria/ França                | 1924  | [ 36 ]  |
| 8   | Charles David Allis           | Biólogo                               | Estados Unidos                 | 1951  | [ 37 ]  |
| 9   | Ferenc Mészáros               | Futebolista                           | Hungria                        | 1950  | [ 38 ]  |
| 9   | Charles Simic                 | Escritor                              | Estados Unidos                 | 1938  | [ 39 ]  |
| 9   | Yoshito Kishi                 | Químico                               | Japão                          | 1937  | [ 40 ]  |
| 9   | Mikio Satō                    | Matemático                            | Japão                          | 1928  | [ 41 ]  |
| 9   | Karl Alexander Müller         | Físico                                | Suíça                          | 1927  | [ 42 ]  |
| 9   | Melinda Dillon                | Atriz                                 | Estados Unidos                 | 1939  | [ 43 ]  |
| 10  | Constantino II                | Nobre                                 | Grécia                         | 1940  | [ 44 ]  |
| 10  | George Pell                   | Cardeal                               | Austrália                      | 1941  | [ 45 ]  |
| 10  | Jeff Beck                     | Guitarrista                           | Reino Unido                    | 1944  | [ 46 ]  |
| 10  | Hans Belting                  | Historiador                           | Alemanha                       | 1935  | [ 47 ]  |
| 10  | Christopher T. Walsh          | Químico e professor                   | Estados Unidos                 | 1944  | [ 48 ]  |
| 11  | Tatjana Patitz                | Modelo e atriz                        | Alemanha                       | 1966  | [ 49 ]  |
| 11  | Doming Lam                    | Compositor                            | Macau/ China                   | 1926  | [ 50 ]  |
| 11  | Luiz Orlando Carneiro         | Jornalista                            | Brasil                         | 1938  | [ 51 ]  |
| 11  | Paulo Martins de Araujo       | Músico                                | Brasil                         | 1946  | [ 51 ]  |
| 11  | Carole Cook                   | Atriz                                 | Estados Unidos                 | 1924  | [ 52 ]  |
| 12  | Paul Johnson                  | Jornalista                            | Reino Unido                    | 1928  | [ 53 ]  |
| 12  | Valentyna Lutayeva            | Handebolista                          | Ucrânia/ União Soviética       | 1956  | [ 54 ]  |
| 12  | Lisa Marie Presley            | Cantora e compositora                 | Estados Unidos                 | 1968  | [ 55 ]  |
| 12  | Henri De Wolf                 | Ciclista                              | Bélgica                        | 1936  | [ 56 ]  |
| 13  | Carlos Colla                  | Cantor e compositor                   | Brasil                         | 1944  | [ 57 ]  |
| 13  | Claudio Willer                | Poeta e tradutor                      | Brasil                         | 1940  | [ 58 ]  |
| 13  | Ray Cordeiro                  | Ator e locutor                        | Hong Kong/ China               | 1924  | [ 59 ]  |
| 13  | Roberto Cláudio Frota Bezerra | Engenheiro agrónomo e professor       | Brasil                         | 1946  | [ 60 ]  |
| 13  | Kai Kalima                    | Professor e político                  | Finlândia                      | 1945  | [ 61 ]  |
| 14  | Inna Churikova                | Atriz                                 | Rússia/ União Soviética        | 1943  | [ 62 ]  |
| 14  | Lieuwe Westra                 | Ciclista                              | Países Baixos                  | 1982  | [ 63 ]  |
| 15  | Dilip Sardjoe                 | Empresário e político                 | Suriname                       | 1949  | [ 64 ]  |
| 15  | Mursal Nabizada               | Política                              | Afeganistão                    | 1993  | [ 65 ]  |
| 15  | Mats Nordberg                 | Político                              | Suécia                         | 1958  | [ 66 ]  |
| 16  | Gina Lollobrigida             | Atriz e fotógrafa                     | Itália                         | 1927  | [ 67 ]  |
| 16  | Vladas Česiūnas               | Canoísta                              | Lituânia/ União Soviética      | 1940  | [ 68 ]  |
| 16  | Jean-Claude Coquet            | Linguista                             | França                         | 1928  | [ 69 ]  |
| 17  | Lucile Randon                 | Supercentenária                       | França                         | 1904  | [ 70 ]  |
| 17  | Jay Briscoe                   | Lutador                               | Estados Unidos                 | 1984  | [ 71 ]  |
| 17  | Chris Ford                    | Basquetebolista                       | Estados Unidos                 | 1949  | [ 72 ]  |
| 18  | Denys Monastyrsky             | Advogado e político                   | Ucrânia/ União Soviética       | 1980  | [ 73 ]  |
| 18  | David Crosby                  | Cantor, guitarrista e compositor      | Estados Unidos                 | 1941  | [ 74 ]  |
| 18  | Gary Smith                    | Empreendedor e produtor musical       | Estados Unidos                 | 1958  | [ 75 ]  |
| 18  | Per Christiansson             | Ciclista                              | Suécia                         | 1961  | [ 76 ]  |
| 19  | Anton Walkes                  | Futebolista                           | Reino Unido                    | 1997  | [ 77 ]  |
| 19  | Yoon Jeong-hee                | Atriz                                 | Coreia do Sul                  | 1944  | [ 78 ]  |
| 19  | Norbert Sattler               | Canoísta                              | Áustria                        | 1951  | [ 79 ]  |
| 19  | Sérgio Abreu                  | Violonista                            | Brasil                         | 1948  | [ 80 ]  |
| 19  | Jim Bradbury                  | Historiador                           | Reino Unido                    | 1937  | [ 81 ]  |
| 21  | Marek Plura                   | Político                              | Polónia                        | 1970  | [ 82 ]  |
| 21  | B.G., The Prince of Rap       | Músico                                | Estados Unidos                 | 1965  | [ 83 ]  |
| 21  | Thulani Maseko                | Ativista                              | Essuatíni                      | 1970  | [ 84 ]  |
| 21  | Linda Kasabian                | integrante da Família Manson          | Estados Unidos                 | 1949  | [ 85 ]  |
| 22  | Agustí Villaronga             | Cineasta                              | Espanha                        | 1953  | [ 86 ]  |
| 22  | Darío Saguier                 | Futebolista                           | Paraguai                       | 1930  | [ 87 ]  |
| 22  | Gilson Ricardo                | Jornalista                            | Brasil                         | 1948  | [ 88 ]  |
| 22  | Hossein Shahabi               | Produtor                              | Irão                           | 1967  | [ 89 ]  |
| 22  | Mário Teixeira da Silva       | Colecionador de arte                  | Portugal                       | 1948  | [ 90 ]  |
| 22  | Bernd Uhl                     | Prelado                               | Alemanha                       | 1946  | [ 91 ]  |
| 22  | Sal Piro                      | Ator                                  | Estados Unidos                 | 1950  | [ 92 ]  |
| 23  | Joseph Agassi                 | Filósofo e professor                  | Israel                         | 1927  | [ 93 ]  |
| 23  | Top Topham                    | Músico                                | Reino Unido                    | 1947  | [ 94 ]  |
| 23  | Álvaro Colom                  | Político, empresário e engenheiro     | Guatemala                      | 1951  | [ 95 ]  |
| 23  | William Lawvere               | Matemático                            | Estados Unidos                 | 1937  | [ 96 ]  |
| 24  | Balkrishna Doshi              | Arquiteto                             | Índia                          | 1927  | [ 97 ]  |
| 24  | Lance Kerwin                  | Ator                                  | Estados Unidos                 | 1960  | [ 98 ]  |
| 24  | Oladejo Victor Akinlonu       | Artista                               | Nigéria                        | 1963  | [ 99 ]  |
| 25  | José Reis Pereira             | Professor e político                  | Brasil                         | 1943  | [ 100 ] |
| 25  | Alberto Nambeia               | Político                              | Guiné-Bissau                   | 1964  | [ 101 ] |
| 25  | Claudio da Passano            | Ator                                  | Argentina                      | 1957  | [ 102 ] |
| 25  | Cindy Williams                | Atriz                                 | Estados Unidos                 | 1947  | [ 103 ] |
| 26  | Luiz Carlos da Silva Bueno    | Político e militar                    | Brasil                         | 1940  | [ 104 ] |
| 26  | Olimpio Bonald Neto           | Advogado, professor e poeta           | Brasil                         | 1932  | [ 105 ] |
| 26  | Edgar Henry Schein            | Professor                             | Estados Unidos/ Suíça          | 1928  | [ 106 ] |
| 27  | Carlo Tavecchio               | Dirigente esportivo e político        | Itália                         | 1943  | [ 107 ] |
| 27  | Sylvia Syms                   | Atriz                                 | Inglaterra                     | 1934  | [ 108 ] |
| 28  | Tom Verlaine                  | Músico                                | Estados Unidos                 | 1949  | [ 109 ] |
| 28  | Paulo Roberto Matos           | Político                              | Brasil                         | 1944  | [ 110 ] |
| 28  | Odd Børre                     | Cantor                                | Noruega                        | 1939  | [ 111 ] |
| 28  | Lisa Loring                   | Atriz                                 | Ilhas Marshall/ Estados Unidos | 1958  | [ 112 ] |
| 28  | Márcio Catão                  | Administrador e político              | Brasil                         | 1963  | [ 113 ] |
| 28  | Dulce Whitaker                | Socióloga                             | Brasil                         | 1934  | [ 114 ] |
| 28  | Adama Niane                   | Ator                                  | França                         | 1966  | [ 115 ] |
| 29  | Annie Wersching               | Atriz                                 | Estados Unidos                 | 1977  | [ 116 ] |
| 29  | Krister Kristensson           | Futebolista                           | Suécia                         | 1942  | [ 117 ] |
| 29  | Adriana Dias                  | Antropóloga                           | Brasil                         | 1970  | [ 118 ] |
| 29  | Bettina Orrico                | Culinarista                           | Brasil                         | 1933  | [ 119 ] |
| 29  | Federico Gutiérrez            | Automobilista                         | México                         | 2006  | [ 120 ] |
| 30  | Bobby Hull                    | Jogador de hóquei no gelo             | Canadá                         | 1939  | [ 121 ] |
| 30  | Gerald Mortag                 | Ciclista                              | Alemanha/ Alemanha Oriental    | 1958  | [ 122 ] |
| 31  | Luiz Suzin Marini             | Político                              | Brasil                         | 1935  | [ 123 ] |
| 31  | Jan Kudra                     | Ciclista                              | Polónia                        | 1937  | [ 124 ] |
| 31  | Ilya São Paulo                | Ator                                  | Brasil                         | 1963  | [ 125 ] |
| 31  | Cleonice Berardinelli         | Professora                            | Brasil                         | 1916  | [ 126 ] |
| 31  | Fuad Gabriel Chucre           | Político                              | Brasil                         | 1939  | [ 127 ] |
| 31  | Raymonde Godin                | Pintora                               | Canadá                         | 1930  | [ 128 ] |